# Noći jedne žene
Noći jedne žene je treći studijski album pevačice Merime Njegomir. Objavljen je kao LP i kaseta 05. aprila 1984. godine u izdanju PGP RTB. Producent albuma je Dragan Knežević.

## Pesme na albumu
| Br. | Naziv                      | Muzika                            | Tekst                | Aranžman     |
| --- | -------------------------- | --------------------------------- | -------------------- | ------------ |
| 1.  | Noći jedne žene            | Ljubo Kešelj                      | Miodrag Melentijević | Ljubo Kešelj |
| 2.  | Lepotica s juga            | Dragan Knežević, Radojka Živković | Zvezdana Nesimović   | Ljubo Kešelj |
| 3.  | Pusti snovi                | Dragan Knežević                   | Dragan Bendeković    | Ljubo Kešelj |
| 4.  | Ja sam tvoja devojčica     | Dragan Knežević                   | Dragan Bendeković    | Ljubo Kešelj |
| 5.  | Plavi džemper              | Rade Vučković                     | Rade Vučković        | Ljubo Kešelj |
| 6.  | Luče moje, nemoj me varati | Dragan Knežević                   | Rale Ćajić           | Ljubo Kešelj |
| 7.  | Budi sa mnom bar još malo  | Ljubo Kešelj                      | Miki Jovičić         | Ljubo Kešelj |
| 8.  | Gde ideš od mene           | Rade Vučković                     | Rade Vučković        | Ljubo Kešelj |
| 9.  | Izvinite, žao mi je        | Ljubo Kešelj                      | Žika Radojević       | Ljubo Kešelj |
| 10. | Ti si melem srcu mome      | Ljubo Kešelj                      | Mirjana Ilić         | Ljubo Kešelj |

## Spoljašnje veze
- Noći jedne žene na discogs.com